# Alien Productions

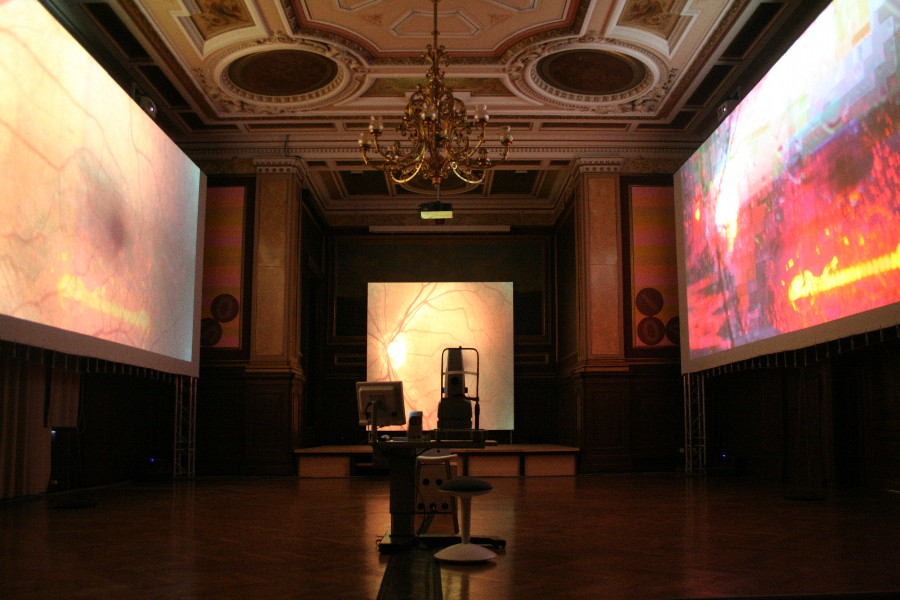
Alien Productions: Installation "Der Gedankenprojektor"
ARS Electronica 2008, Linz

Alien Productions ist eine internationale Künstlergruppe, die 1997 von Andrea Sodomka, Martin Breindl, Norbert Math und August Black gegründet wurde. Ihr Tätigkeitsfeld umfasst Intermediaperformances und -installationen, Elektronische Musik, Netzkunst, Radiokunst, Interaktive Kunst und künstlerische Fotografie. Die Mitglieder von Alien Productions haben vor der Gründung der Gruppe unter den Sammelnamen "Sodomka/Breindl" und "Sodomka/Breindl/Math" mehrmals zusammengearbeitet.
Alien Productions thematisieren die moderne Urbanität ("alien city"), das Alltagsleben ("Die wohltemperierte Küche") oder die Arbeitswelt ("Arbeitsmuster", "Transmission"). In vielen Projekten werden, manchmal pionierhaft, moderne Technologien der Massenkommunikation eingesetzt, etwa in "State of Transition" (von Sodomka/Breindl/Math, X-space u. a., 1994), einem der weltweit ersten Kunstprojekte im World Wide Web,
und "Mobile:Home", einer interaktiven Installation für UMTS-Telefone (2004).
Viele interaktive Installationen der 90er Jahre binden die Besucher mittels Computer-Aided Biofeedback in das Kunstwerk ein. Multifunktionale Sensoren messen dabei Körperdaten der Benutzer und steuern in Echtzeit Klang- und Bildprojektionen im Raum. Diese Feedback-Schleife erlaubt es, den Raum wie ein Instrument zu spielen.
Die retro-utopistische Installation "Der Gedankenprojektor" wurde im Herbst 2007 im Künstlerhaus Graz erstmals realisiert und wird seither oftmals in Festivals und Ausstellungen gezeigt: Ars Electronica Festival 2008,   Künstlerhaus Wien ("ZeitRaumZeit") 2008, ICC Tokyo ("LightInSight") 2008.
Alien Productions sind Kuratoren von FLUSS - Niederösterreichische Initiative für Foto- und Medienkunst.

## Ausstellungen, Performance, Intermedia (Auswahl)
- Transformator, Personale, Gemeinschaftsarbeit von Alien Productions, Martin Walch und starsky, Kunstraum Engländerbau, Liechtenstein, (2008)
- Der Gedankenprojektor, Personale, Künstlerhaus Graz, Österreich, (2007)
- Transmission, Installation und Performance, Museum Walzengravieranstalt Guntramsdorf, Österreich, (2007)
- Crossover III, alien productions und Machfeld, Installationen, Einzelausstellung in der Fotogalerie Wien, Österreich, (2007)
- Die wohltemperierte Küche;  Koch-Performance mit dem Ensemble die reihe; Tulln, Österreich, (2005)
- Zwischenraum, Personale, Galeria Szyperska, Poznań, Polen (2005)
- Alien City, Intermediaperformance, Installationen (2000 - 08)
- GATEways, On Line - On Site - On Air Projekt, Wien, Melbourne, Beograd, Erfurt/Weimar, Vancouver, (2000)
- wir waren ja nur Mädchen, Personale, Klang- und Lichtinstallation, OK Linz, Österreich (1998)

## Medien Kunst Festivals (Auswahl)
- Tiefenrausch, OK Offenes Kulturhaus Linz, Österreich (2008)
- X-tended, Neulengbach (2007)
- Soinu dimentsioa / Dimension sonora, San Sebastian, Spanien (2007)
- Waves, The Art of the Electromagnetic Society, RIXC Riga (2006) und Hartware Medienkunstverein Dortmund (2008)
- International Computer Music Conference 2006, New Orleans
- Altermedium 02, DOM Moskau, und Moussorgski Ural Staatskonservatorium, Jekaterinburg, Russland (2002)
- hamburger musikfest, Hamburg (2001)
- Art's Birthday, Art's Birthday Network, verschiedene Orte (1999–2008)
- Recycling the Future I - IV, documenta X Kassel, Ars Electronica Linz, L'Arte Del Ascolto Rimini, Radiokulturhaus Wien (1997)
- Ars Electronica, Linz, Österreich (1996 - 98, 2002)
- 2000-3 artspace plus interface, Steirischer Herbst Graz, Österreich (1997)

## Preise und Auszeichnungen
- 2005: Artist in Residence im UMAS, Durham, Ontario, Kanada
- 2006: Anerkennungspreis des Landes Niederösterreich für Medienkunst
- 2019: Niederösterreichischer Kulturpreis – Würdigungspreis in der Kategorie Medienkunst[4]

## Diskographie
- The Well-Tempered Kitchen, CD pumpkin records, pump10-2004
- Alien City, DVD, ORF und Zangi Music, ORF DVD 706